# Dragoș Enache
Dragoș Enache (n. 9 august 1955, Caransebeș) este un fost deputat român în legislatura 1990-1992 de la 15 iunie 1992, pe listele FSN în județul Caraș-Severin și în legislatura 1992-1996 pe listele PD. Deputatul Dragoș Enache l-a înlocuit pe deputatul Ioan Drăghicescu pe data de 15 iunie 1992. În legislatura 1992-1996, Dragoș Enache a fost membru în comisia pentru muncă și protecție socială. 